# Льговское водохранилище
Льговское водохранилище — расположено на северо-восточной окраине села Долинное Кировского района Крыма. Используется для подачи технической воды населению села Льговское.
Строительство водохранилища началось в 1938 году по планам, разработанным мелиоративной группой Старокрымского отделения Крымводхоза.
Построено в 1974—1977 годах в долине Змеиной балки и наполняется из реки Мокрый Индол с помощью насосной станции, предусмотрена подпитка из Северо-Крымского канала в маловодные годы.
Льговское водохранилище расположено восточнее Тайганского и Белогорского водохранилищ, при этом оно не используется для водоснабжения Восточного Крыма посредством Северо-Крымского канала.

## Описание
Относится к водохранилищам естественного стока. Построено СМУ-10 треста «Крымводстроя» по проекту Крымского филиала института «Укргипроводхоз» в целях орошения 1300 га.
Объём водохранилища 2,2 млн м³; полезный объём — 1,96 млн м³; площадь зеркала — 27,8 га; длина водохранилища — 600 м; максимальная ширина — 900 м; максимальная глубина — 20 м; средняя глубина 8,1 м. Земляная плотина имеет длину 287 м; высоту 27 м; ширину по гребню — 6 м. Длина береговой линии — 2,5 км.
В хвостовой части водохранилища построена оградительная дамба длиной 178 м, высотой 10 м, шириной по гребню 6 м. Водозаборное сооружение находится на реке Мокрый Индол с насосной станцией производительностью 2880 м³/ч и напорным трубопроводом 750 м. Установленная мощность четырёх агрегатов НС-19 составляет 550 кВт.
Ядро и зуб плотины и дамбы отсыпаны из майкопских глин, боковые призмы из гравийно-галечниковых грунтов. В основании оградительной дамбы и по левому борту водохранилища выполнена противофильтрационная цементная завеса, общей протяжённостью 550 м и максимальной глубиной 27 м.

## Восстановление
До 2002 года подача воды осуществлялась на два севооборотных участка площадью 1004 га и 300 га.
В 2001 году НС-19 было закачено в водохранилище 1,09 млн м³ и объём водохранилища составлял 0,791 млн м³ или 36 % от полного проектного объёма.
С 2002 года НС-19 и водозаборное сооружение на реке Мокрый Индол не использовались.
С 2009 года подача воды из водохранилища не осуществлялась.
15 апреля 2015 года объём воды составлял 0,191 млн м³.
В июле 2016 года уровень воды был ниже отметки уровня мертвого объёма и составлял 0,117 млн м³ или 5,3 % от полного проектного объёма.
В 2016 году ГБУ РК «Крыммелиоводхоз» начал работы по восстановлению оборудования насосной станции № 19, водозаборного сооружения на реке Мокрый Индол и напорного трубопровода для обеспечения орошения земель и водоснабжения села Льговское. В этом же году работы были завершены, что позволило 3 февраля 2017 года произвести запуск агрегатов насосной станции НС-19 и начать заполнение водохранилища со скоростью подачи от 26 до 34,5 тыс. м³ в сутки. К концу апреля было подано 1,9 млн м³.
В 2018 году к 23 апрелю было закачено 375 тыс. м³, объём воды в водохранилище составлял 1829 тыс. м³ (83,1 % от полного объёма).
В 2019 году наполнение началось 10 января, когда на НС-19 был включен агрегат № 1. 14 января был включен агрегат № 3, скорость наполнения возросла до 400 л/с. К этому времени объём воды в водохранилище составлял 1,491 млн м³ или 68 %.
В октябре 2020 года, во время двухлетней засухи, в процентном соотношении наполнение было максимальным среди всех крымских водохранилищ и составляло 46,9%.
В январе 2021 года наполнение сократилось до 40%, но по прежнему оставлось максимальным среди крымских водохранилищ.

## Водоснабжение
Изначально водохранилище планировалось под нужды орошения. Но после его восстановления было принято решение об использовании его для обеспечения водоснабжения села Льговское. До этого вода в село подавалась из двух родников всего три раза в неделю, в среднем по два часа в день. В летнее время родники иногда пересыхали. После перевода на водоснабжение из водохранилища село было обеспечено водой на годы вперед, но при этом снизилось качество воды по таким показателям как мутность и запах. Для обеспечения качества воды по этим показателям требуется реконструкция станции водоочистки.